# Hervé Giraud (évêque)
Pour les articles homonymes, voir Hervé Giraud et Giraud.
Hervé Giraud, né le 26 février 1957 à Tournon-sur-Rhône en Ardèche, est un évêque catholique français, archevêque-évêque de Viviers depuis le 13 mars 2024.
Prêtre du diocèse de Viviers en 1985 puis enseignant en séminaire, il est évêque auxiliaire de Lyon en 2003, archevêque de Sens-Auxerre en 2015 et transféré à Viviers en 2024. Il prend position à plusieurs reprises pour une meilleure acceptation de l'homosexualité dans l’Église. Il est prélat de la Mission de France de 2015 à 2025.

## Biographie

### Jeunesse et formation
Hervé Giraud est le deuxième d'une famille de quatre enfants. Son père, Pierre Giraud, chef de cuisine, est mort en 2005, deux ans après l’ordination épiscopale de son fils. Sa mère Marie-Thérèse Giraud, née Minodier, est décédée le 27 juin 2025.
Hervé Giraud a fait des études de mathématiques au lycée du Parc à Lyon, puis à la faculté de mathématiques de l'université Claude-Bernard-Lyon-I. Après une année d’enseignement (1978-1979) comme maître auxiliaire au collège Sainte-Marie de La Clayette en Saône-et-Loire et une année de service national à Belfort de 1979 à 1980, il entre au Séminaire Saint-Irénée de Lyon de 1980 à 1985, puis est ordonné prêtre le 22 septembre 1985 par Jean Hermil, évêque de Viviers, où il est incardiné. Envoyé à l’université pontificale grégorienne à Rome, il y obtient une licence canonique de théologie morale (1985-1987). Il complète ensuite sa formation par un DEA à l’Institut catholique de Paris (1987-1988).

### Ministères

#### Prêtre
Après avoir été vicaire à Privas de 1988 à 1992, il enseigne au Séminaire Saint-Irénée à Sainte-Foy-les-Lyon de 1992 à 1997 avant d'être supérieur du Séminaire universitaire de Lyon de 1997 à 2003. En 1999, il est nommé, en outre, secrétaire de la commission épiscopale des ministères ordonnés, chargé des Grands Séminaires et secrétaire du Conseil National des Grands Séminaires. En 2002, il devient aumônier national des Centres de préparation au mariage.

## Évêque

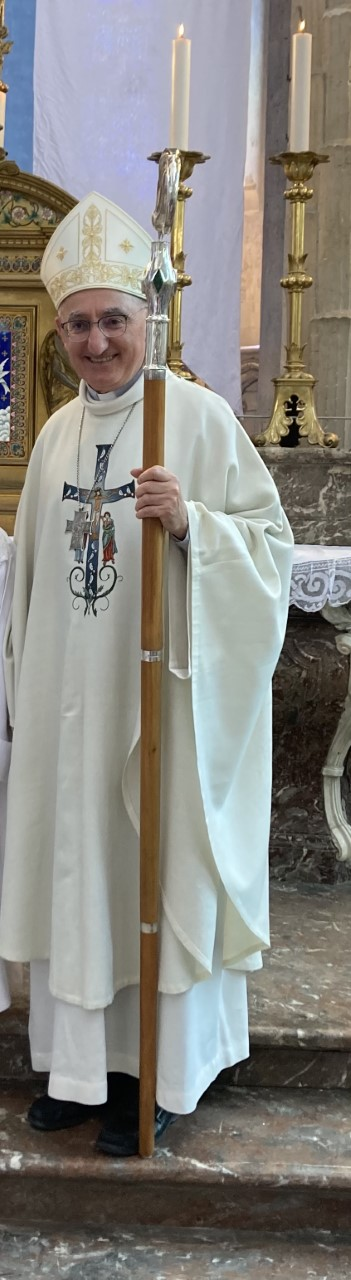
Hervé Giraud en 2022.

Nommé évêque auxiliaire de Lyon le 15 avril 2003 avec Thierry Brac de La Perrière, ils sont consacrés tous deux à Lyon le 25 mai suivant par le cardinal Philippe Barbarin, archevêque de Lyon, assisté de François Blondel, évêque de Viviers et de Jacques Faivre, évêque du Mans. Au moment de leur double nomination, Hervé Giraud et Thierry Brac de La Perrière étaient les deux plus jeunes évêques de France.
Évêque auxiliaire de Lyon, Hervé Giraud est nommé évêque titulaire de Silli (de). Il est alors vicaire général modérateur du diocèse de Lyon.
Le 13 novembre 2007, il est nommé évêque coadjuteur du diocèse de Soissons, Laon et Saint-Quentin. Le 30 novembre 2007 à 19 h, a lieu sa messe d'au revoir et d'action de grâce à la Primatiale Saint-Jean de Lyon. Le 2 décembre 2007, il a été officiellement accueilli en la cathédrale de Soissons.
Il succède à Marcel Herriot comme évêque de Soissons le 22 février 2008. Le 2 mars 2008, a lieu la messe d'adieux de Marcel Herriot et la réception officielle d'Hervé Giraud dans la cathédrale de Soissons. Au sein de la Conférence des évêques de France, il est élu en 2005 président de la Commission pour les ministres ordonnés et les laïcs en mission ecclésiale. Le 8 novembre 2008, il est réélu président de cette commission pour un mandat de trois ans. En 2011, il devient président du Conseil pour la communication.
Hervé Giraud est le premier évêque français présent sur le réseau social Twitter.
Il a édité son premier livre, Twitthomélies, aux éditions Parole et Silence. Le deuxième paraît sous le titre L'Évangile fait signe.
Le 5 mars 2015, il est nommé par le pape François archevêque de Sens-Auxerre et prélat de la Mission de France qui lui est unie in persona episcopi, à la suite de la démission pour raison d'âge d'Yves Patenôtre,. Il est installé dans la cathédrale de Sens le 19 avril 2015.
En 2015, il ouvre le procès en béatification du missionnaire Louis-Savinien Dupuis (1806-1874), né à Sens, qui aboutit à sa reconnaissance comme serviteur de Dieu en 2016.
Le 23 décembre 2017, il ouvre le procès en béatification de la poétesse Marie Noël, pseudonyme de Marie Mélanie Rouget (1883-1967).
Le 13 mars 2024, il est nommé dans le diocèse de Viviers, tout en restant prélat de la Mission de France. Il est installé le 14 avril, à l'occasion du messe célébrée au Grand séminaire de Viviers.
En janvier 2025, il édite un 3e volume de petites homélies, Mille et un versets lumineux, aux éditions Parole et Silence.
Le 21 mai 2025, le pape Léon XIV accepte sa démission de sa fonction de prélat de la Mission de France et le remplace par Dominique Blanchet, évêque de Créteil.

## Prises de position

### Matthieu Jasseron
Il était l’évêque de Matthieu Jasseron (connu sur Tiktok sous le nom de Père Matthieu) quand celui-ci fit polémique en 2021 au sujet de l'homosexualité, en déclarant que ni le fait d’être homosexuel ni le fait de pratiquer l’homosexualité n’était un péché. Dans son rôle d’évêque, Hervé Giraud publie un communiqué rappelant que ce prêtre s'exprime sur les réseaux sociaux à titre personnel. L'évêque souhaite également que ce prêtre puisse être aidé pour pouvoir engager l’Église,. Le 24 septembre 2022, Matthieu Jasseron déclare à la télévision sur Quelle époque ! qu'il n'a reçu aucune réprimande à ce sujet.

### Homosexualité
Début 2023, il publie une tribune dans La Croix, où il appelle à lutter contre l'homophobie.
À la suite de la déclaration Fiducia supplicans du 18 décembre 2023, il fait partie des quelques évêques français à prôner l'ouverture dans la ligne du pape François, alors que la Conférence des évêques de France est prudente et que plusieurs évêques (dont l'ensemble de ceux de la province ecclésiastique de Rennes) s'y opposent ouvertement.

### Gestion des abus dans l'Eglise
En juillet 2025, il dénonce la nomination par  Guy de Kerimel d'un prêtre condamné pour viol au poste de chancelier du diocèse de Toulouse.

## Publications
- Hervé Giraud, « Bibliographie de Xavier Thévenot », dans Geneviève Médevielle et Joseph Doré (dir.), Une parole pour la vie : Hommage à Xavier Thévenot, Paris, Cerf, 1998, 328 p. (ISBN 978-2204061766), p. 309-326.

- AA.VV., Xavier Thévenot, passeur d'humanité, éditions Don Bosco, 2006 (ISBN 2914547-44-7)
- AA.VV., Prêtres dans le mystère de l'Église, éditions Lethielleux, 2012 (ISBN 978-2-249-62230-4)
- Hervé Giraud, Twitthomélies, éditions Parole et Silence, 2014 (ISBN 978-2-88918-208-4)
- Hervé Giraud, L'Évangile fait signe, éditions Parole et Silence, 2018 (ISBN 978-2-88918-385-2)
- AA.VV. et Hervé Giraud (dir.), Vézelay, un chemin de lumière - La grâce d'une basilique, La nuit bleue/Éditions du Quotidien, 2018 (ISBN 978-2-8099-1625-6)
- AA.VV. et Arnaud Montoux (dir.), Vous voilà mon Dieu, regards sur Marie Noël, Salvator, 2019, (ISBN 978-2-7067-1674-4)
- AA.VV., Nathalie Nabert (dir.) et Alain Vircondelet (dir.), Marie Noël entre incandescence et inquiétude, Parole et Silence, 2020 (ISBN 978-2-88959-254-8)
- Hervé Giraud, Sous la Parole, éditions Parole et Silence, 2022 (ISBN 978-2-88959-355-2)
- Hervé Giraud, Mille et un versets lumineux, éditions Parole et Silence, 2025  (ISBN 978-2-88959-599-0)